# Brussels Philharmonic
Het Brussels Philharmonic is een Belgisch symfonieorkest gevestigd in Brussel.

## Omroeporkest en verzelfstandiging
Het orkest werd opgericht in 1935 als studio-ensemble van het NIR, de openbare omroep van België, en heette toen het Groot Symfonie-Orkest van het NIR. Na de opheffing van het NIR door de wet van 18 mei 1960 blijft het Groot Symfonie-Orkest nog een tijd unitair, als onderdeel van het "Instituut der Gemeenschappelijke Diensten". Maar nadat ook dat wordt opgeheven, richt de BRT in 1978 z’n eigen orkest op, het Filharmonisch Orkest van de BRT. Met de naamswijzigingen van de BRT evolueert ook de naam van het orkest, en wordt het achtereenvolgens het Filharmonisch Orkest van de BRTN  en daarna het Vlaams Radio Orkest genoemd.
In 1998 wordt het orkest afgestoten door de omroep. Op 2 maart 1998 krijgt het een nieuw statuut als vzw en wordt het een instelling van de Vlaamse Gemeenschap. In 2008 wordt de naam Vlaams Radio Orkest, die nog een band met de omroep suggereert, vervangen door Brussels Philharmonic.

## Als zelfstandig orkest
Nu is Brussels Philharmonic een modern en flexibel symfonieorkest. Het repertoire bestaat voornamelijk uit het grote symfonische repertoire. Ook speelt het orkest eigentijdse klassieke muziek en filmmuziek. Het wil andere muziekgenres spelen en samenwerken met andere kunstdisciplines.
Sinds 2005 is de thuisbasis van het orkest weer Studio 4 van het gerenoveerde Flagey-gebouw in Brussel. Het orkest heeft een eigen concertserie in Flagey, gekoppeld aan een vaste concertcyclus in het Paleis voor Schone Kunsten. Het orkest speelt ook in de rest van Vlaanderen, zoals in De Bijloke in Gent, deSingel in Antwerpen, de Kursaal in Oostende en het Concertgebouw in Brugge. Vrijwel alle concertproducties worden opgenomen door Klara en de VRT. Internationaal speelt het orkest regelmatig in de Europese hoofdsteden, zoals de Cadogan Hall in Londen en de Wiener Musikverein in Wenen.
Het orkest werkt ook samen met het Koninklijk Ballet van Vlaanderen. Sinds 2000 heeft het orkest banden met het Internationaal Filmfestival van Vlaanderen-Gent. Zo maakt het orkest cd-opnames, werkt het mee aan de jaarlijkse World Soundtrack Awards en werkt het mee tijdens filmmuziekprojecten.
In 2008 werd Michel Tabachnik aangesteld als chef-dirigent en artistiek directeur. Ook in dat jaar werd de naam Vlaams Radio Orkest veranderd in Brussels Philharmonic. Met ingang van het seizoen 2015-2016 is de Franse dirigent Stéphane Denève benoemd tot opvolger van Tabachnik.
In 2017 begeleidde dit orkest de finale van de Koningin Elisabethwedstrijd 2017 voor Cello. Brussels Philharmonic sloot het seizoen 2016-2017 af met een Japanse tournee. In maart 2019 debuteerde Brussels Philharmonic in Carnegie Hall in New York.
Tijdens seizoen 2020-2021 bood Brussels Philharmonic  naar aanleiding van de coronamaatregelen de concerten in Brussel ook aan livestream in samenwerking met MotorMusic en Evil Pengtuin TV. In maart 2021 bracht het orkest een eigen app uit, de BXLphil app.
Gunther Broucke is de intendant van Brussels Philharmonic. Broucke werd in 2017 uitgeroepen tot Overheidsmanager van het Jaar 2016. Dr. Johan Swinnen is sinds 1 december 2021 de voorzitter van het orkest. In het verleden was Hugo baron Vandamme de voorzitter van het orkest (van 1998 tot 2021).
In september 2021 maakte het orkest bekend dat Kazushi Ono in september 2022 Stéphane Denève opvolgt als muziekdirecteur. De aanstelling van vaste gast-dirigent Ilan Volkov werd bekendgemaakt in februari 2022.
In 2022 begeleidde Brussels Philharmonic voor de tweede keer de finale van de Koningin Elisabethwedstrijd in Bozar.
In 2025 begeleidt Brussels Philharmonic voor de eerste keer de finale van de Koningin Elisabethwedstrijd voor piano. Deze werd voorheen net als de vioolwedstrijd begeleid door het Belgian National Orchestra.

## Dirigenten
- Fernand Terby (1978–1988)
- Alexander Rahbari (1988–1996)
- Frank Shipway (1996–2001)
- Yoel Levi (2001–2007)
- Michel Tabachnik (2008–2015)
- Stéphane Denève (2015–2022)
- Kazushi Ōno (2022–heden)

## Prijzen
Academy Awards
- 2012 – "Beste filmmuziek" – Ludovic Bource, The Artist (Sony Classical Records, 2011)

British Academy of Film and Television Arts
- 2012[10] – "Beste filmmuziek" – Ludovic Bource, The Artist (Sony Classical Records, 2011)

César Award
- 2012 – "Beste filmmuziek" – Ludovic Bource, The Artist (Sony Classical Records, 2011)

Diapason d'or
- 2016 – "Diapason d'or de l'année" – Guillaume Connesson, Pour sortir au jour (Deutsche Grammophon, 2016)[11]

Echo Klassik
- 2016 – "Beste opera-opname (opera 17de/18de eeuw)" – Félicien David, Herculanum (Palazzetto Bru Zane, 2015)[12]

Europese filmprijzen
- 2011 – Ludovic Bource, The Artist (Sony Classical Records, 2011)

Golden Globe
- 2005 – "Beste filmmuziek" – Howard Shore, The Aviator (Decca Records, 2005)
- 2012 – "Beste filmmuziek" – Ludovic Bource, The Artist (Sony Classical Records, 2011)

CHOC de Classica
- 2016 - "CHOC de classica de l'année" - Guillaume Connesson, Pour sortir au jour (Deutsche Grammophon, 2016)
- 2018 - "CHOC de classica" - Sergej Prokofjev,"Romantic Suites" (Deutsche Grammophon,2018)

### Nominaties
Emmy Awards
- 2013 – "Beste filmmuziek" – Dirk Brossé, Parade's End[13]

British Academy of Film and Television Arts
- 2018 - "Beste Gamemuziek" - GET EVEN Development Team – The Farm 51/ Bandai Namco Entertainment Europe[14]

## Opnames

### Brussels Philharmonic Recordings
Sinds 2011 produceert Brussels Philharmonic zelf opnames op het eigen label Brussels Philharmonic Recordings.
- La Mer - Debussy | Brussels Philharmonic o.l.v. Michel Tabachnik, 2010
- New World - Dvorák | Brussels Philharmonic o.l.v. Michel Tabachnik, 2011
- Pathétique - Tchaikovsky | Brussels Philharmonic o.l.v. Michel Tabachnik, 2012
- Le sacre du printemps - Stravinsky | Brussels Philharmonic o.l.v. Michel Tabachnik, 2013

### Deutsche Grammophon
- Pour sortir au jour - Guillaume Connesson | Mathieu Dufour (fluit) & Brussels Philharmonic o.l.v. Stéphane Denève, 2016
- Prokofiev: Romantic Suites | Brussels Philharmonic o.l.v. Stéphane Denève, 2017
- Lost Horizon - Guillaume Connesson | Renaud Capuçon (viool) & Timothy McAllister (saxofoon) & Brussels Philharmonic o.l.v. Stéphane Denève, 2019
- Voice of Hope - Fazil Say | Camille Thomas (cello) & Brussels Philharmonic o.l.v. Stéphane Denève, 2020

### Warner Classics
- Harp Concertos - Glière-Jongen-Rodrigo | Anneleen Lenaerts (harp) & Brussels Philharmonic o.l.v. Michel Tabachnik, 2015
- Concertos for Bandoneon & Accordion - Piazzolla/Galliano | Gwen Cresens (bandoneon/accordeon) & Brussels Philharmonic o.l.v. Diego Matheuz, 2018
- Cinema | Renaud Capuçon (viool) & Brussels Philharmonic o.l.v. Stéphane Denève, 2018
- Nino Rota - works for harp | Anneleen Lenaerts (harp) & Emmanuel Pahud (fluit) & Brussels Philharmonic o.l.v. Adrien Perruchon, 2019

### Evil Penguin Classic
- Ein Deutsches Requiem - Johannes Brahms | Vlaams Radio Koor o.l.v. Hervé Niquet, 2015
- Requiem - Gabriel Faure | Vlaams Radio Koor o.l.v. Hervé Niquet, 2015
- Stabat Mater - Francis Poulenc | Vlaams Radio Koor o.l.v. Hervé Niquet, 2019
- Symphony No. 2 - Alexander Scriabin | Brussels Philharmonic o.l.v. Kazushi Ono, 2024
- Heldenleben & Don Juan (live) - Richard Strauss | Brussels Philharmonic o.l.v. Kazushi Ono, 2024
- Symphony No. 3 - Alexander Scriabin | Brussels Philharmonic o.l.v. Kazushi Ono, 2025

### Palazzetto Bru Zane
- Prix de Rome I - Claude Debussy | Vlaams Radio Koor o.l.v Hervé Niquet, 2009
- Prix de Rome II - Camille Saent-Saëns | Vlaams Radio Koor o.l.v Hervé Niquet, 2010
- Prix de Rome III - Gustave Charpentier | Vlaams Radio Koor o.l.v Hervé Niquet, 2011
- Prix de Rome IV - Max d'Ollone | Vlaams Radio Koor o.l.v Hervé Niquet, 2013
- Opéra Français - Victorin de Joncières: Dimitri | Vlaams Radio Koor o.l.v Hervé Niquet, 2014
- Portraits - Théodore Dubois | Vlaams Radio Koor o.l.v Hervé Niquet , 2015
- Opéra Français - Félicien David: Herculanum | Vlaams Radio Koor o.l.v Hervé Niquet, 2015
- Prix de Rome V - Paul Dukas | Vlaams Radio Koor o.l.v Hervé Niquet, 2015
- Portraits - Marie Jaëll | Vlaams Radio Koor o.l.v Hervé Niquet, 2016
- Portraits - Félicien David | Brussels Philharmonic & Vlaams Radio Koor o.l.v Hervé Niquet, 2017
- Prix de Rome VI - Charles Gounod | Brussels Philharmonic & Vlaams Radio Koor o.l.v Hervé Niquet, 2018

### Film Fest Gent
- For The Record | Brussels Philharmonic o.l.v. Dirk Brossé, 2007-2011
- Cliff Martinez | Brussels Philharmonic o.l.v. Dirk Brossé, 2014
- Alan Silvestri | Brussels Philharmonic o.l.v. Dirk Brossé, 2015
- Scoring for Scorsese | Brussels Philharmonic o.l.v. Dirk Brossé, 2013
- Ryuichi Sakamoto | Brussels Philharmonic o.l.v. Dirk Brossé, 2016
- Terence Blanchard | Brussels Philharmonic o.l.v. Dirk Brossé, 2017
- Carter Burwell | Brussels Philharmonic o.l.v. Dirk Brossé, 2018
- Marco Beltrami | Brussels Philharmonic o.l.v. Dirk Brossé, 2019
- Tribute to the Film Composer | Brussels Philharmonic o.l.v. Dirk Brossé, 2020

### Naxos
- Robert Groslot - Concerto for Orchestra / Violin Concerto | Joanna Kurkowicz (viool) & Brussels Philharmonic o.l.v Robert Groslot, 2018
- Robert Groslot - Concertos for Piano, Cello and Harp | Jan Michiels (piano), Ilia Yourivitch Laporev (cello), Eline Groslot (harp) & Brussels Philharmonic o.l.v Robert Groslot, 2019
- Robert Groslot - The Intimacy of Distance | Charlotte Wajnberg (sopraan) & Brussels Philharmonic o.l.v Robert Groslot, 2021

### Antarctica Records
- Dirk Brossé - A Symphonic Journey from Philly to Utopia | Brussels Philharmonic o.l.v Dirk Brossé, 2020
- Dirk Brossé - The Pulse of Joy | Brussels Philharmonic o.l.v Dirk Brossé, 2021
- Van Eyck Revisited | Eddy Vanoosthuyse (klarinet), Brussels Philharmonic o.l.v Dirk Brossé, 2021
- Robert Groslot - Concerto for Bass Guitar and Orchestra | Thomas Fiorini (basgitaar) & Brussels Philharmonic o.l.v Robert Groslot, 2022
- Overtones | Eline Groslot (harp) & Brussels Philharmonic o.l.v Karen Kamensek, 2023
- Robert Groslot - Now, Voyager, sail... | Linus Roth (viool) & Brussels Philharmonic o.l.v Robert Groslot, 2023
- Robert Groslot - Concerti | Roeland Hendrikx (klarinet) & Brussels Philharmonic o.l.v Robert Groslot, 2024

## Scores
- 2004 - The Aviator
- 2011 - The Artist
- 2012 - Parade's End
- 2013 - The White Queen
- 2015 - High Rise
- 2015 - Marguerite
- 2015 - Michiel de Ruyter
- 2016 - A Quiet Passion
- 2016 - Knielen op een bed violen
- 2017 - Get Even (game)
- 2017 - Final Fantasy XV: Episode Ignis (game)
- 2018 - El árbol de la sangre
- 2019 - Iron Sky: The Coming Race